# Vlasios Maras
Vlasios Maras (en griego, Βλάσης Μάρας; Sídney, 31 de marzo de 1983) es un gimnasta artístico griego, especialista en la prueba de barra fija o barra horizontal, con la que ha llegado a ser dos veces campeón del mundo en 2001 y 2002.

## Carrera deportiva
En el Mundial de Gante 2001 gana el oro en barra fija, por delante del ucraniano Alexander Beresh y el australiano Philippe Rizzo, ambos empatados con la plata.
En el Mundial celebrado en Debrecen (Hungría) en 2002 vuelva a lograr el oro en barra, esta vez por delante del bielorruso Ivan Ivankov y del esloveno Aljaž Pegan; nuevamente estos dos últimos empataron en la plata.
En el Mundial celebrado en Aarhus (Dinamarca) en 2006 consiguió el bronce en barra, de nuevo tras el australiano Philippe Rizzo y el esloveno Aljaž Pegan.